# سنغالي لبناني

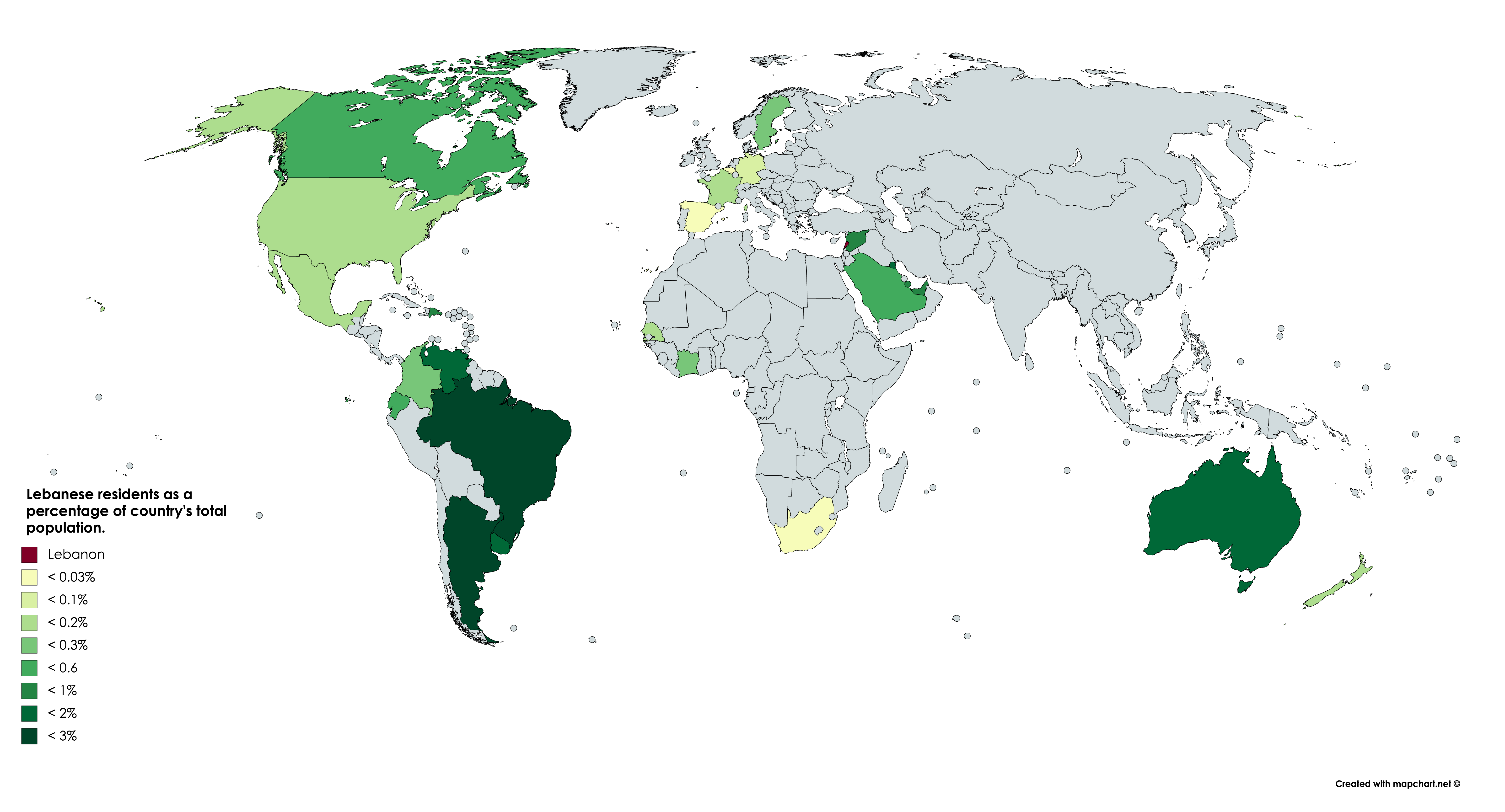
ترتيب السكان اللبنانيين في المهجر حسب النسبة المئوية من إجمالي سكان البلاد، تعتبر السنغال من بين أكثر دول مهجر الشتات اللبناني والعربي في إفريقيا.

سينيغاليون لبنانيون، أو سينيغاليون من أصل لبناني أو لبنانيون سينيغاليون أو مجنسون لبنانيون في السينيغال، هم سينيغاليون من أصل لبناني أو لبنانيون يحملون الجنسية السنغالية.
هناك حضور إيجابي كبير للبنانيين في السنغال، في المجال التجاري والتعليمي وعدة قطاعات أخرى.

## لمحة تاريخية
تعتبر أرض إفريقيا أرض الموارد الطبيعية والكنوز المعدنية علاوة على الثروة الحيوانية والبحرية والطاقة البشرية بامتياز، وتعتبر السينيغال إحدى دول غرب إفريقيا، التي استقطبت المستعمرين في إفريقيا وكذلك هجرات المعمرين الباحثين عن تحويل الثروة الطبيعية إلى عملات ومبادلات تجارية مربحة، وأثناء موجات الهجرات اللبنانية ما يصطلح عليه ب الشتات اللبناني لظروف اقتصادية واجتماعية وأمنية، اتجهت بعض أنظار اللبنانيين إلى إفريقيا ك هجرة كمهاجري لبنان في جنوب إفريقيا وساحل العاج.. اتجه بعضهم نحو السنيغال لقربها من شمال إفريقيا ووقوعها في منطقة مواصلات دولية بين غرب اإفريقيا وأمريكا الشمالية والجنوبية وأوروبا، ولوجود خطوط طيران تربط بين القارة السمراء وفرنسا وأمريكا انطلاقا من السينيغال علاوة على الخطوط البحرية.
وفي هذا الإطار وصل أول تاجر مسجل ومعروف في العصر الحديث من لبنان إلى السنغال في ستينيات القرن التاسع عشر. ومع ذلك، رغم أن الهجرة كانا مبكرة فقد كانت بطيئة.
وبحلول عام 1900، كان هناك حوالي مائة لبناني معروف يعيشون في البلاد، معظمهم من منطقة صور المعروفة منذ قدم التاريخ بتجارة أعالي البحار كإحدى أهم مدن لبنان الفينيقية الرئيسية. كان هؤلاء التجار اللبنانيبن يعملون كباعة متجولين في داكار وسان لويس وروفيسك. وبعد الحرب العالمية الأولى بدأوا في الانتقال تدريجيا إلى تجارة الفول السوداني.
مع تدخل الانتداب الفرنسي على لبنان، توسعت الهجرة اللبنانية بشكل حاد. وخصوصا خلال فترة الكساد الكبير ومرة أخرى لوحظ ارتفاعها نحو السينيغال بعد الحرب العالمية الثانية، استطاع اللبنانيون أن يجدوا موطيء قدم لهم في السينيغال والتجارة السينيغالية مع العالم كبوابة لأعماق إفريقيا من المحيط الأطلسي. انطلاقا من ميناء دكار، مما أدى إلى ضغط التجار الفرنسيين على الحكومة المستعمرة لتقييد الهجرة اللبنانية نحو السينيغال. وبعد الاستقال تزايد نشاط اللبنانيين في الاقتصاد السينيغالي غي مختلف المجالات الفلاحية والبحرية والهندسية والبناء والبنية التحتية والتعليم..

## تحولات في الوضعية التجارية
في أوائل العقد الأول من القرن العشرين، مع صعود النجم الاقتصادي للصين، بدأ اللبنانيون في التحول من موقعهم كأقلية مهيمنة على السوق بسبب تدفق التجار الصينيين مع سياسة البضائع الميسرة في متناول تلمجتمع السينغالي التي أحضروها من الصين. ونتيجة لذلك، بدأ اللبنانيون ينتقلون إلى نمط اندماجي بشراء البضائع من الصينيين وإعادة بيعها في المناطق النائية من البلاد، التي لا يعيش فيها مهاجرون صينيون.

## وصلات خارجية
- مجلة المغترب
- الهجرة الخارجية والانتشار اللبناني في العالم نسخة محفوظة 9 مارس 2014 على موقع واي باك مشين.